# Milatovići
Milatovići (izvirno srbsko Милатовићи) je naselje v Srbiji, ki upravno spada pod Občino Lučani; slednja pa je del Moraviškega upravnega okraja.

## Demografija
V naselju živi 636 polnoletnih prebivalcev, pri čemer je njihova povprečna starost 45,4 let (44,6 pri moških in 46,1 pri ženskah). Naselje ima 246 gospodinjstev, pri čemer je povprečno število članov na gospodinjstvo 3,09.
To naselje je, glede na rezultate popisa iz leta 2002, večinoma srbsko.
|  |

| Demografija | Demografija     | Demografija     |
| Leto        | Št. prebivalcev | Št. prebivalcev |
| ----------- | --------------- | --------------- |
|             |                 |                 |
|             |                 |                 |
|             |                 |                 |
|             |                 |                 |
| 1948        | 1193            |                 |
| 1953        | 1257            |                 |
| 1961        | 1275            |                 |
| 1971        | 1189            |                 |
| 1981        | 1082            |                 |
| 1991        | 879             | 870             |
| 2002        | 762             | 760             |
|             |                 |                 |

| Etnična sestava po popisu iz leta 2002 | Etnična sestava po popisu iz leta 2002 | Etnična sestava po popisu iz leta 2002 | Etnična sestava po popisu iz leta 2002 | Etnična sestava po popisu iz leta 2002 |
| -------------------------------------- | -------------------------------------- | -------------------------------------- | -------------------------------------- | -------------------------------------- |
| Srbi                                   | Srbi                                   |                                        | 757                                    | 99,60%                                 |
| Črnogorci                              | Črnogorci                              |                                        | 1                                      | 0,13%                                  |
| Neznano                                | Neznano                                |                                        | 2                                      | 0,26%                                  |